# نوو
نوو أو نون هو أول آلهة قدماء المصريين متمثلا في الماء ، طبقا للأساطير المصرية القديمة. أيضا يسمى نوون والتي تعني الداخلي هو تأليه لهاوية مائية سحيقة طبقا لـ ديانة قدماء المصريين .

## وصف
لقد تخيل المصريون القدماء نوو على أنه عمق سحيق يحيط بفقاعة حيث الحياة موجودة بداخلها وكان ذلك يمثل سر نشأة الكون والأرض. فبحسب معتقداتهم كان نون الماء في البدء يغطي الأرض كلها، ثم ظهر أول تل رملي في وسطها لتنشأ عليه الحياة . بنيت أول عاصمة في مصر على هذا التل في عين شمس باعتبارها مكانا مقدسا .
كان المصريون القدماء يعتقدون أن أصل كتلة الأرض نابعة من المياه الآتية من نوون. أيضا كان الاعتقاد السائد أن نوون هو مصدر كل شيء موجود في هذا العالم المتنوع والذي يشمل الجوانب الربانية والأرضية للوجود.
في علم أصل الكون المسمى التاسوع المقدس ، يعتبر نوون مع أتوم الإله الخالق المعظم الفوق الخليقة وكل شيء.
كان يصور نوون على أنه ذكر ولكن في أحيان كثيرة كان أيضا يصور على أنه يحمل صفات أنثوية. نونيت هي مؤنث نون حيث الاسم ينتهي بنهاية التأنيث على عكس نوون والذي ينتهي بصيغة المذكر. كما في المعتقدات البدائية في الثامون ، يصور نوون الذكر كضفدع أو رجل ذو رأس ضفدع.بالإضافة إلى الصور السابقة، يصور نوون في الفن المصري القديم كرجل ملتحي ذو بشرة مائلة إلى زرقة وحمرة و الذي يمثل الماء. أما نوونيت الأنثى فتصور على هيئة أفعى أو امرأة ذات رأس أفعى. أصبح نوون يعتبر في وقت الدولة المصرية الوسطى أنه أبو الآلهة وكان يصور على جدران المعابد عبر تاريخ مصر القديمة الديني.
تشتمل أوجداد على الآلهة نوونيت ونو، أمونيت و آمون ، ححيت وحح و ككويت و ككوي. وكباقي آلهة الثامون لم يكن لنو أي معابد أو مركز للعبادة ولكن رغم ذلك؛ كان نو يمثل ببحيرة مقدسة أو كما في أبيدوس، كمجرى مائي تحت الأرض.
يصور نوو في الساعة الثانية عشر من كتاب البوابات بذراع مرفوعة إلى الأعلى حاملا قارب شمسي والذي يحمل على ظهره ثماني آلهة حيث يتوسط الإله رع مصورا في هيئة الخنفساء خبري أثناء الليل السبع الآخرين. تغير صيت نوو في الفترة المتأخرة لمصر حيث غدى يعتبر حاملا للشقاء والفوضى التي حلت بالبلاد في تلك الفترة.
بعد بدء تكون الكون التي انشأها نوو جنح المصريون القدماء إلى الاعتقاد في ألهة كثيرة تناسب تكوين العالم من سماء وأرض وهواء ونار وفيضان النيل، وكان من أهمهم رع المتمثل في الشمس التي تسطع صباحا فتصحو الطيور والحيوانات من نومها ويذهب الإنسان يبحث عن رزقة وتنمو الأشجار.

## اسمه بالهيروغليفية
- أثناء الدولة القديمة :

| W24 · W24 · W24 · N1 | N35A |
نوو
أثناء الدولة الحديثة:
| W24 · W24 · W24 · N1 | A40 |
نوو

## معرض صور

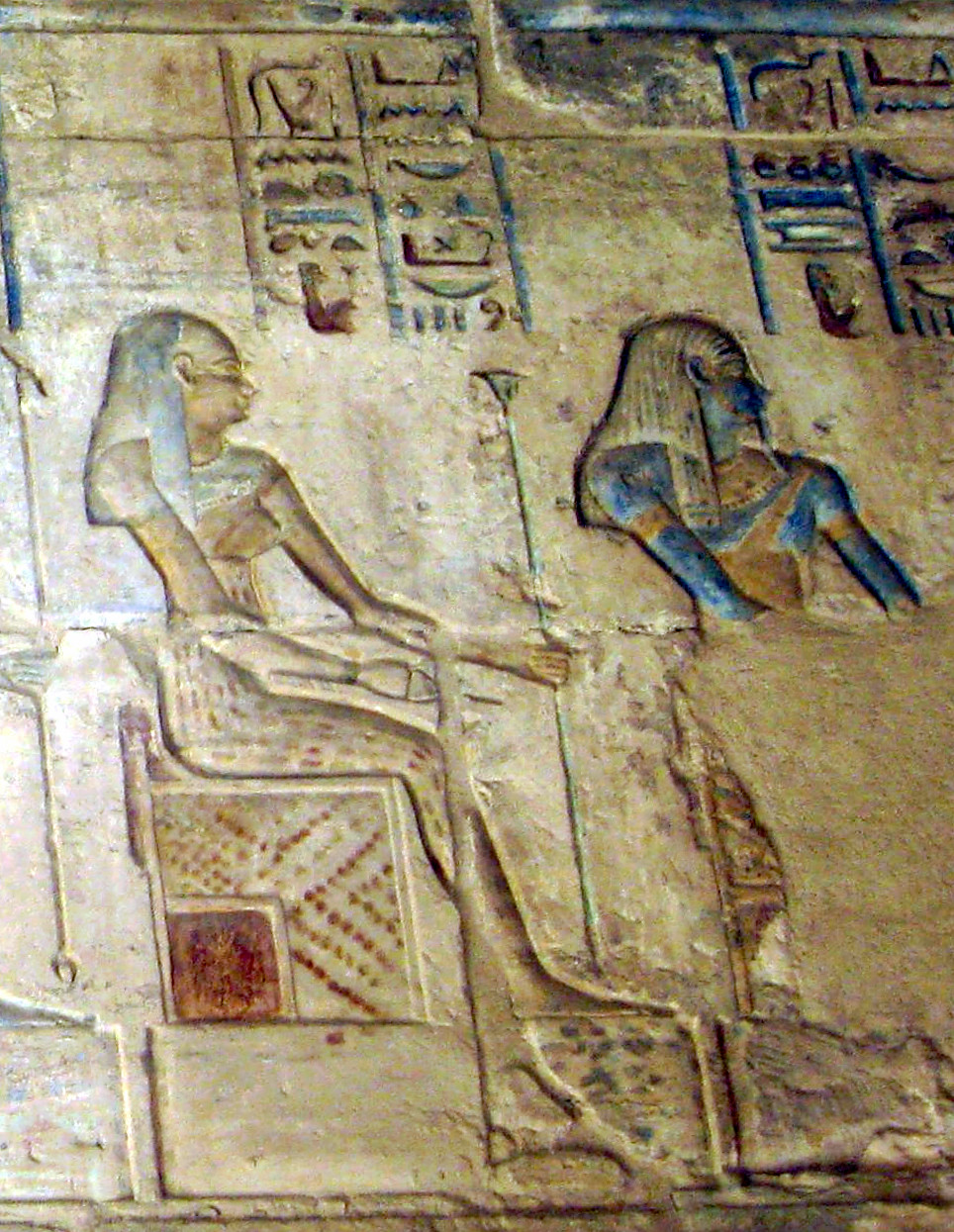
نونيت ونون
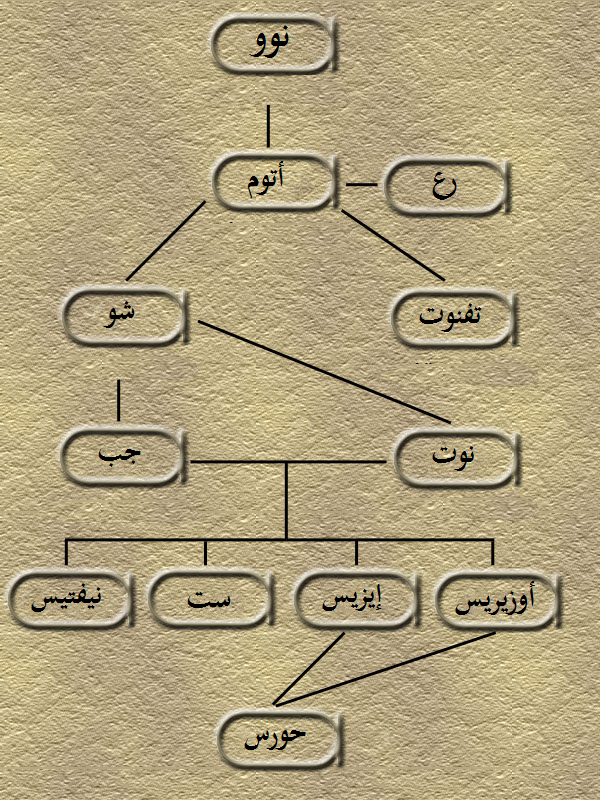
شجرة الآلهة
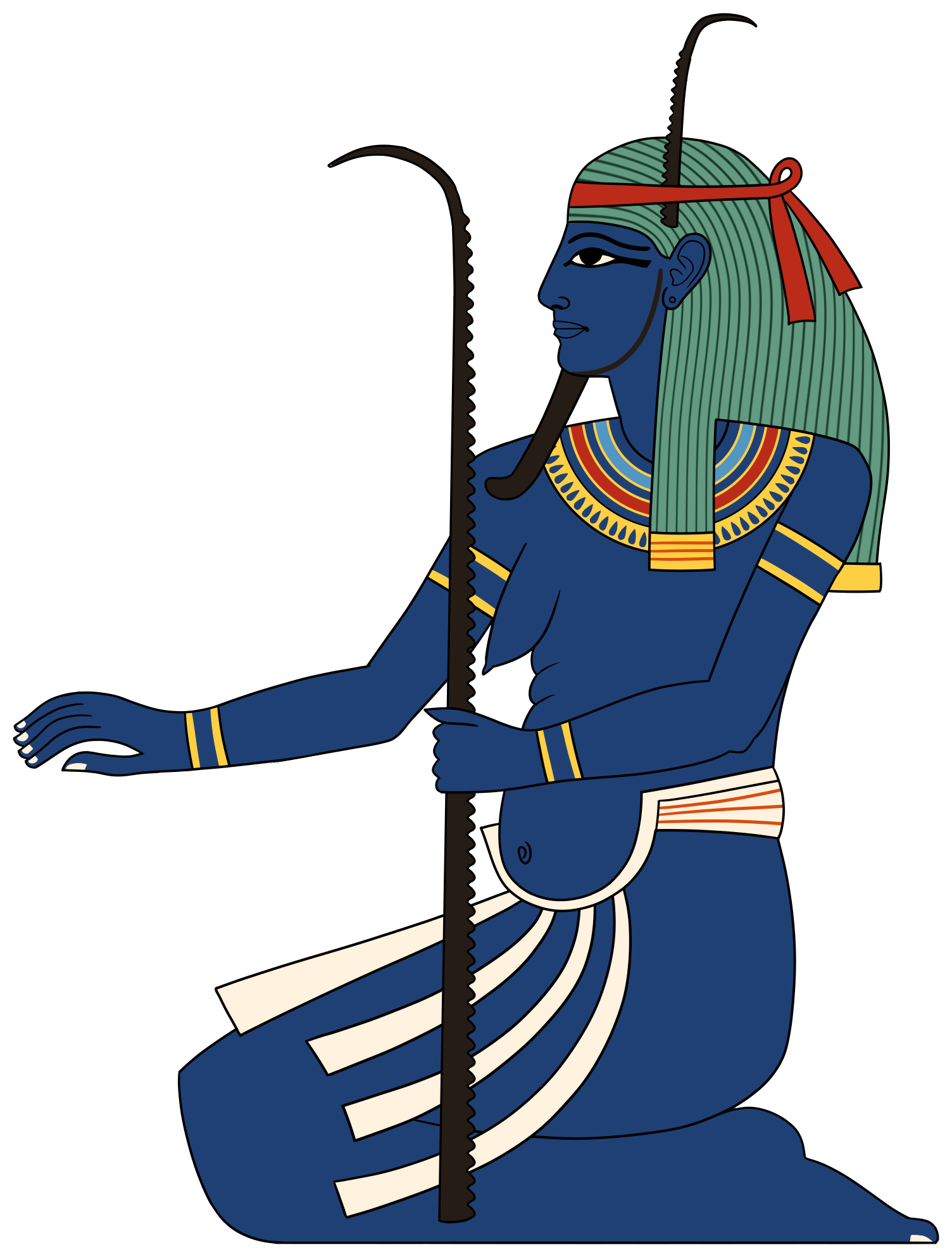
نوو
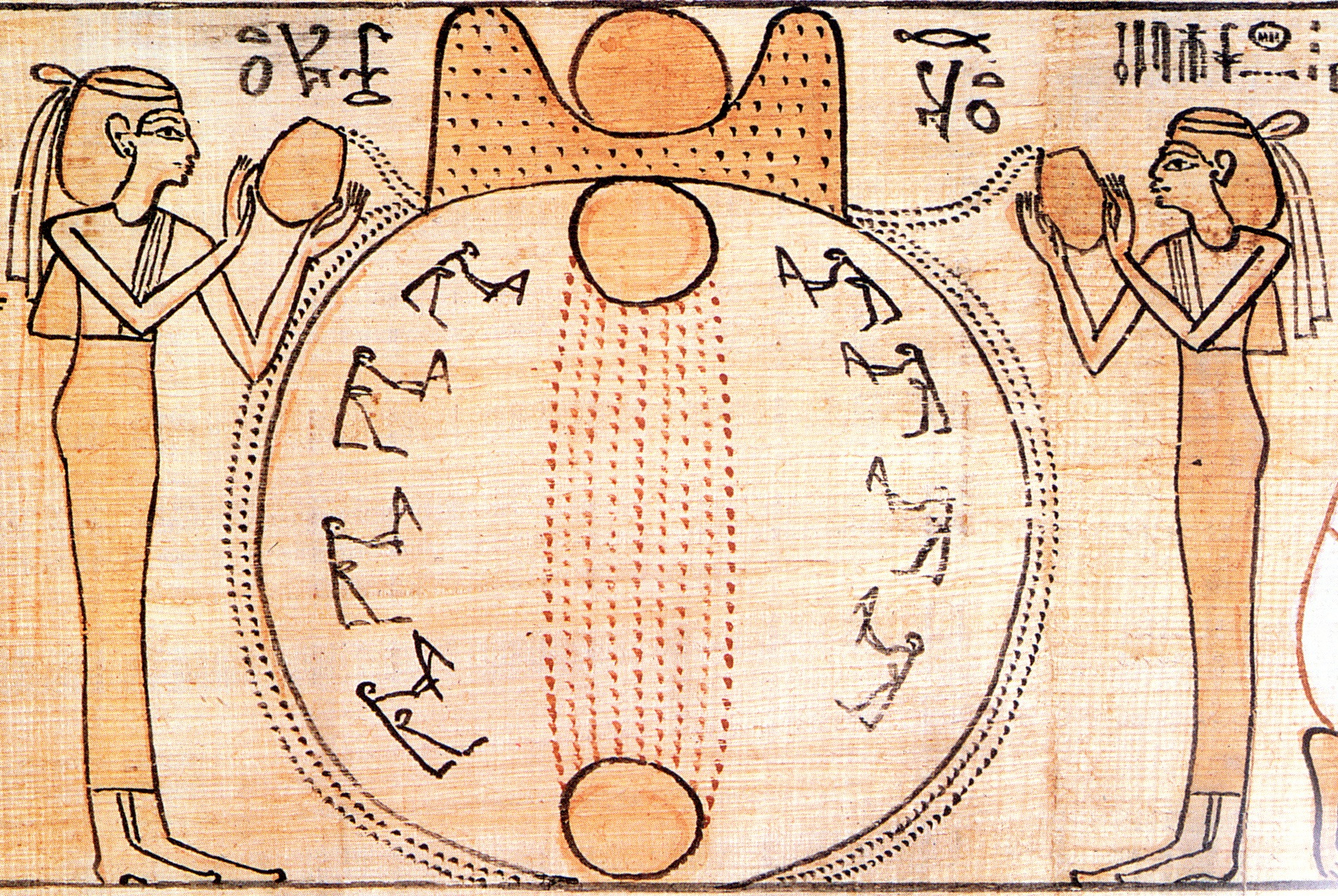
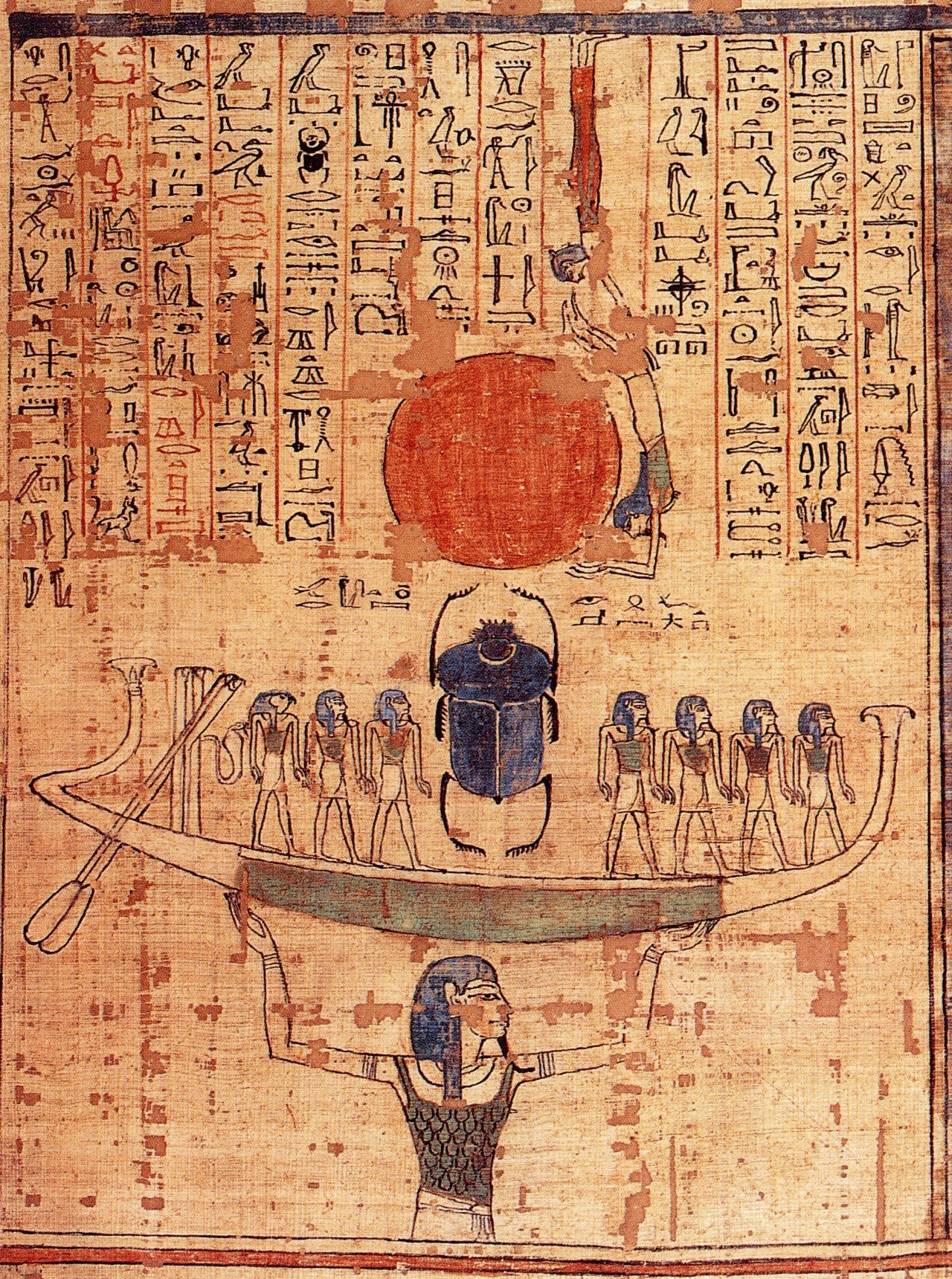
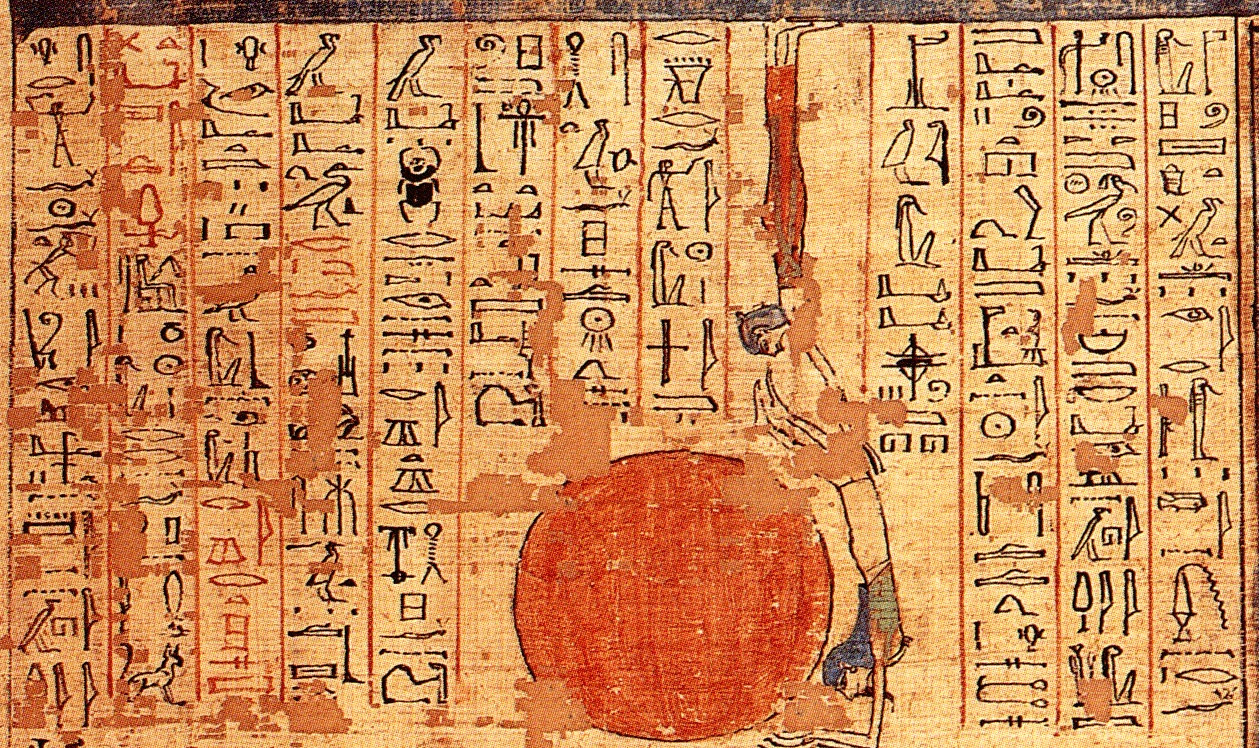

## اقرأ أيضا
- نوت
- رع
- أتوم
- قائمة الآلهة المصرية